# Bartosz Białkowski
Bartosz Marek Białkowski [ˈbartɔʐ bʲawˈkɔfski] (* 6. Juli 1987 in Braniewo, Woiwodschaft Elbląg) ist ein polnischer Fußballtorwart, der beim englischen Zweitligisten FC Millwall unter Vertrag steht.

## Karriere

### Verein
Białkowski begann in der Jugend von Olimpia Elbląg mit dem Fußballspielen und wurde 2004 in der Fußball-Akademie von Górnik Zabrze aufgenommen. Dort rückte er in die erste Mannschaft auf und gab am 30. Oktober 2004 sein Debüt in der Ekstraklasa.
Im Januar 2006 wechselte er in die Football League Championship zum FC Southampton. In dreieinhalb Jahren kam er nur zu fünfzehn Ligaeinsätzen. Am 17. März 2009 wechselte Białkowski auf Leihbasis bis zum Ende der Saison zu Ipswich Town. In seinem ersten Spiel für die zweite Mannschaft von Ipswich wurde Białkowski vom Platz gestellt. Er bestritt dort kein weiteres Spiel und kehrte am Ende der Saison nach Southampton zurück.
Am 28. September 2009 wurde Białkowski an den FC Barnsley ausgeliehen. Nach einem Monat kehrte er erneut nach Southampton zurück und kam bis Sommer 2012 zu weiteren acht Ligaspielen. Anschließend wechselte Białkowski zu Notts County in die League One. Hier wurde er auf Anhieb zum Stammtorhüter und blieb es bis zu seinem Wechsel zu Ipswich Town im Sommer 2014.
In Ipswich unterschrieb Białkowski einen Vertrag über zwei Spielzeiten, der im Februar 2016 um zwei weitere Spielzeiten mit der Option auf ein weiteres Jahr verlängert wurde. Am Ende der Saison 2015/16 wurde Białkowski zu Ipswichs Spieler des Jahres gewählt. Anfang 2018 wurde Białkowskis auslaufender Vertrag erneut verlängert, diesmal bis Mitte 2020. Zur Saison 2019/20 wurde er für ein Jahr an den FC Millwall ausgeliehen. Nach der Hälfte der Saison entschied sich Millwall, den Torhüter dauerhaft zu verpflichten. Białkowski unterschrieb daraufhin einen Zweieinhalbjahresvertrag. Für seine Leistungen bei Millwall wurde ihm in den Spielzeiten 2019/20 und Saison 2020/21 die Auszeichnung zum Spieler des Jahres verliehen.

### Nationalmannschaft
Anlässlich der U-20-Fußball-Weltmeisterschaft 2007 wurde Białkowski in den polnischen Kader der U20-Nationalmannschaft berufen.
Am 23. März 2018 debütierte Białkowski im Alter von 30 Jahren in der polnischen A-Nationalmannschaft, als er im Testspiel gegen Nigeria zur zweiten Halbzeit für Łukasz Fabiański eingewechselt wurde.
Bei der Weltmeisterschaft 2018 in Russland gehörte er hinter Wojciech Szczęsny und Łukasz Fabiański als dritter Torhüter zum polnischen Aufgebot, wurde im Verlauf des Turniers jedoch nicht eingesetzt.

## Erfolge
FC Southampton
- Football League Trophy: 2010